# Guilherme Luna
Guilherme Maciel de Luna (ur. 1 maja 1986) – brazylijski judoka.
Startował w Pucharze Świata w latach 2009 i 2010. Pierwszy w drużynie na igrzyskach Ameryki Południowej w 2006. Złoty medalista mistrzostw panamerykańskich w 2008. Trzeci na mistrzostwach Ameryki Południowej w 2008 roku. 